# Джошуа Гомес
Джошуа Ілай Гомес (англ. Joshua Eli Gomez, нар 20 листопада 1975, Бейонн, Нью-Джерсі) — американський актор, найбільш відомий за роллю Моргана Граймса в телесеріалі «Чак».

## Біографія
Джошуа народився в Бейонні, Нью-Джерсі. З ранніх років він був змушений виступати на сцені, коли вони з родиною подорожували разом із Національним туром «Бітломанія». Він є молодшим братом актора Ріка Гомеса, а їх батько, Рік Гомес, грав Джорджа Харрісона, а також грав у музичному гурті The 1910 Fruitgum Company.
Гомес розпочав акторську діяльність на початку 2000-х з епізодичних ролей у телевізійних серіалах. У 2001 році він з'явився в епізоді «Possession» серіалу Закон і порядок, виконавши роль Едвіна Моралеса. У 2003 році дебютував у художньому фільмі «Останній чоловік, що біжить» у ролі Джей Джея.
У 2004 році знявся у фільмі «Добийся успіху знову» у ролі Семмі Стінгера. З 2005 по 2006 рік мав повторювану роль фахівця з комп'ютерних технологій Джеймса Макероя у серіалі каналу CBS «Без сліду». Він знявся в серії рекламних роликів IBM, Wendy's та комерційної компанії Garmin.
Джош озвучив Баралая у відеогрі Final Fantasy X-2, тоді як його брат Рік озвучив супротивника Баралая — Джиппала. Також озвучив Паркера у грі Turok і Джонні, який з'являється на початку гри BioShock.
У вересні 2007 року він почав грати головну роль Моргана Граймса, найкращого друга головного героя Чака Бартовскі, у серіалі NBC «Чак». Джошуа Гомес дружить із Заком Ліваєм, колегою з телесеріалу «Чак», і в реальному житті.
У 2013 році з'явився в 5 епізоді 6-го сезону серіалу «Касл» під назвою «Time will tell».

## Особисте життя
У 2011 році Джош Гомес одружився з Емі Фам. Є молодшим братом актора Ріка Гомеса.
Вегетаріанець, затятий бігун і раніше брав участь у кількох напівмарафонах.

## Фільмографія

### Фільми
| Рік  | Фільм                         | Роль          | Примітки |
| ---- | ----------------------------- | ------------- | -------- |
| 2003 | «Останній чоловік, що біжить» | Джей Джей     |          |
| 2004 | «Добийся успіху знову»        | Семмі Стінгер |          |
| 2014 | «Каральний загін»             | в епізодах    |          |

### Серіали
| Рік     | Серіал               | Роль             | Примітки                            |
| ------- | -------------------- | ---------------- | ----------------------------------- |
| 2001    | «Закон і порядок»    | Едвін Моралес    | Епізод: "Possession"                |
| 2005–06 | «Вторгнення»         | Скотт            | 6 епізодів                          |
| 2005–06 | «Без сліду»          | Джеймс Макерой   | 18 епізодів                         |
| 2007–12 | «Чак»                | Морган Граймс    | Головна роль, 91 епізод             |
| 2009    | «Imagination Movers» | Капітан Кіддо    | Епізод: "The Tale of Captain Kiddo" |
| 2013    | «Касл»               | Саймон Дойл      | Епізод: "Time Will Tell"            |
| 2014    | «Божевільні»         | Джордж           | Епізод: "Heavy Meddling"            |
| 2017    | «Скорпіон»           | Дейв Блейклі     | Епізод: "Queen Scary"               |
| 2018    | «Люцифер»            | Ніл Бергер       | Епізод: "The Last Heartbreak"       |
| 2018    | «Кмітливець»         | Торговець зміями | Епізод: "The Burns System"          |
| 2023    | «Дейв»               | Роджер           | Епізод: "Harrison Ave"              |
| 2023    | «Мінкс»              | Саймон           | Епізод: "It's okay to like it"      |

### Відеоігри
| Рік  | Гра               | Персонаж         | Примітки      |
| ---- | ----------------- | ---------------- | ------------- |
| 2003 | Final Fantasy X-2 | Баралай          | Як Джош Гомес |
| 2005 | Call of Duty 2    | Додаткові голоси | Як Джош Гомес |
| 2007 | Armored Core 4    | Цело             | Як Джош Гомес |
| 2007 | BioShock          | Джонні           |               |
| 2008 | Turok             | Паркер           |               |